# Charavines
Charavines is een gemeente in het Franse departement Isère (regio Auvergne-Rhône-Alpes). De plaats maakt deel uit van het arrondissement La Tour-du-Pin. Charavines telde op 1 januari 2022 2.014 inwoners.

## Geografie
De oppervlakte van Charavines bedroeg op 1 januari 2022 7,52 vierkante kilometer; de bevolkingsdichtheid was toen 267,8 inwoners per km².

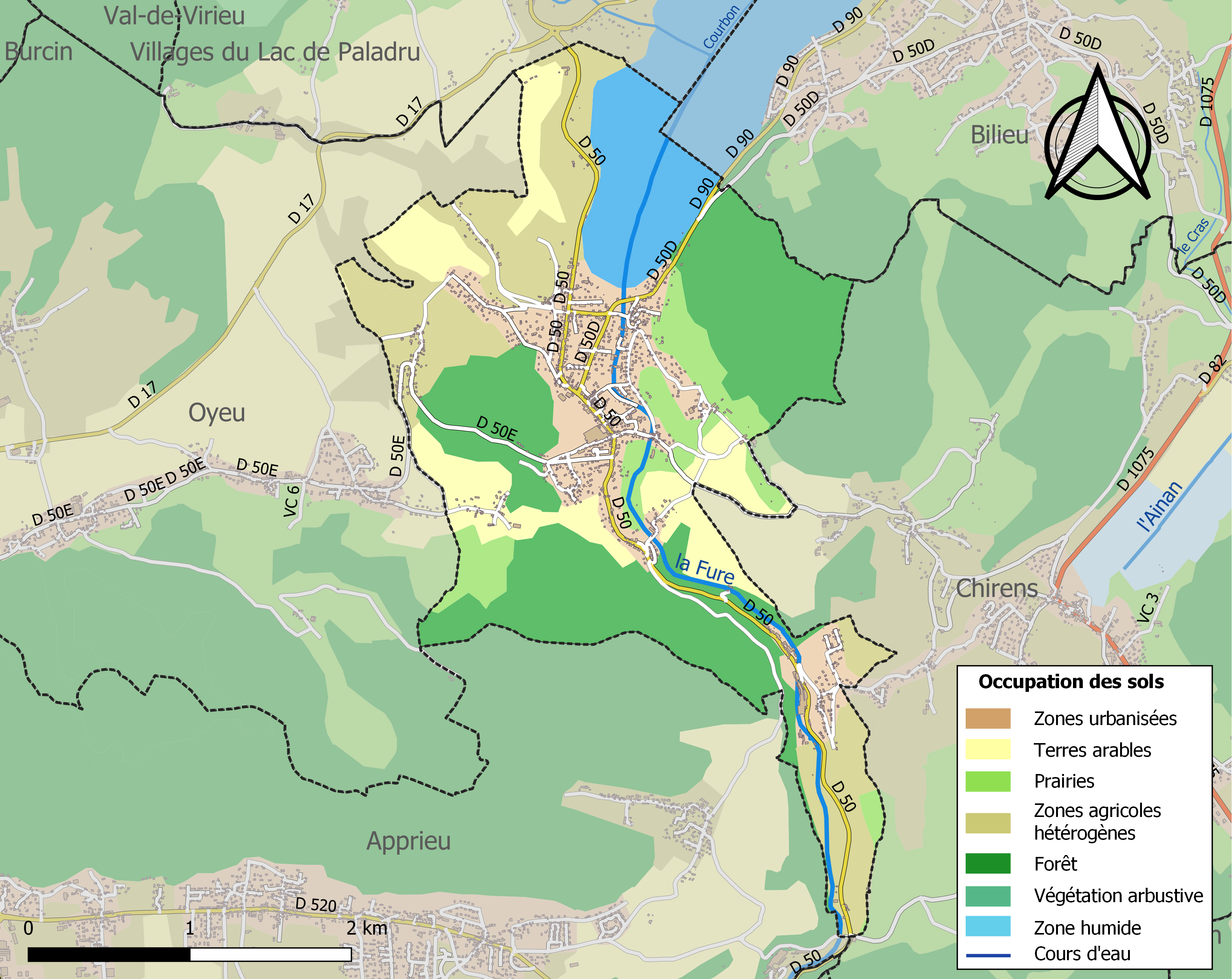
Kaart van de gemeente met de belangrijkste infrastructuur, bodemgebruik en omliggende gemeenten

## Demografie
Onderstaande figuur toont het verloop van het inwonertal (bron: INSEE-tellingen).

## Afbeeldingen

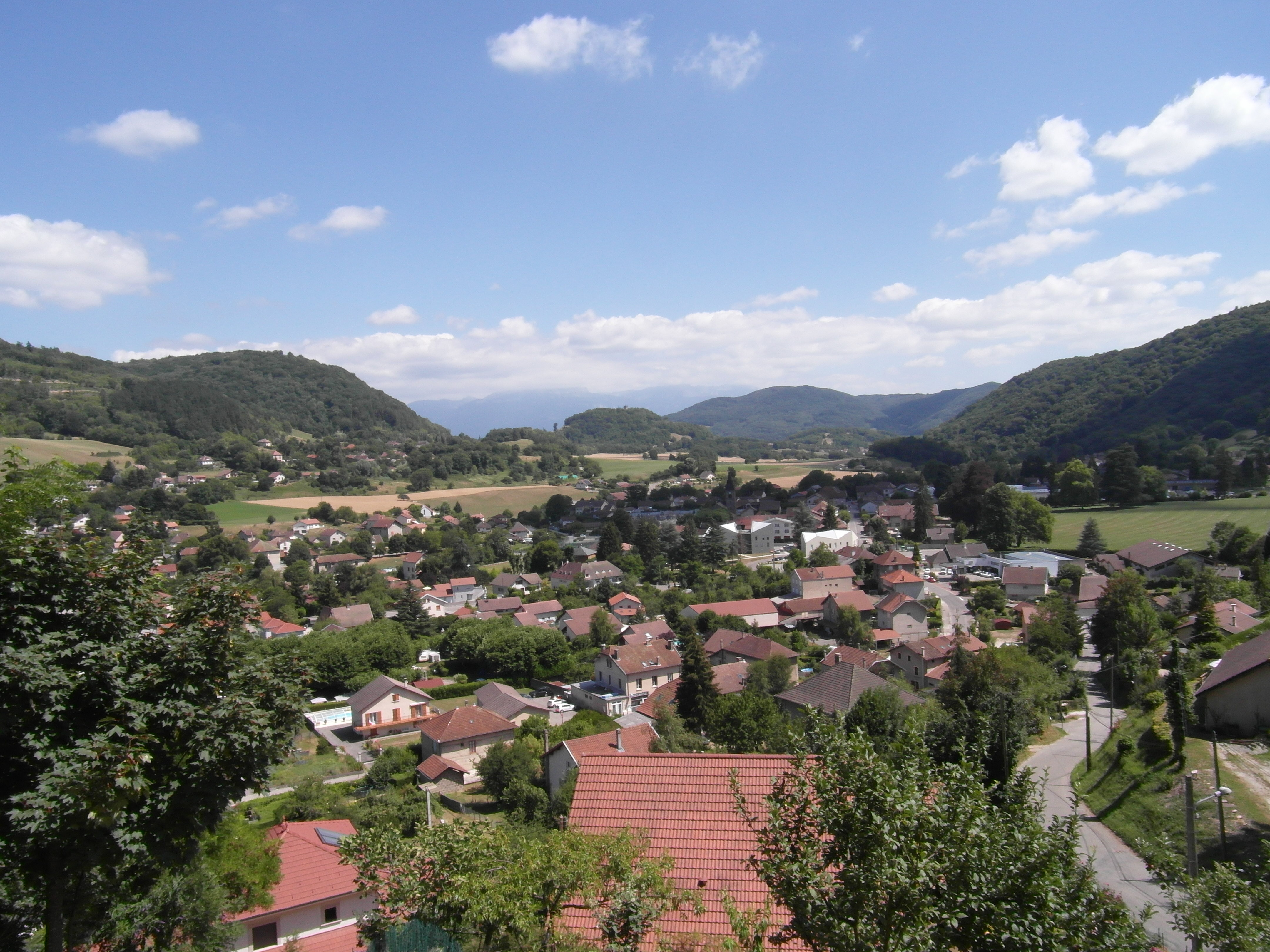
Gezicht op Charavines
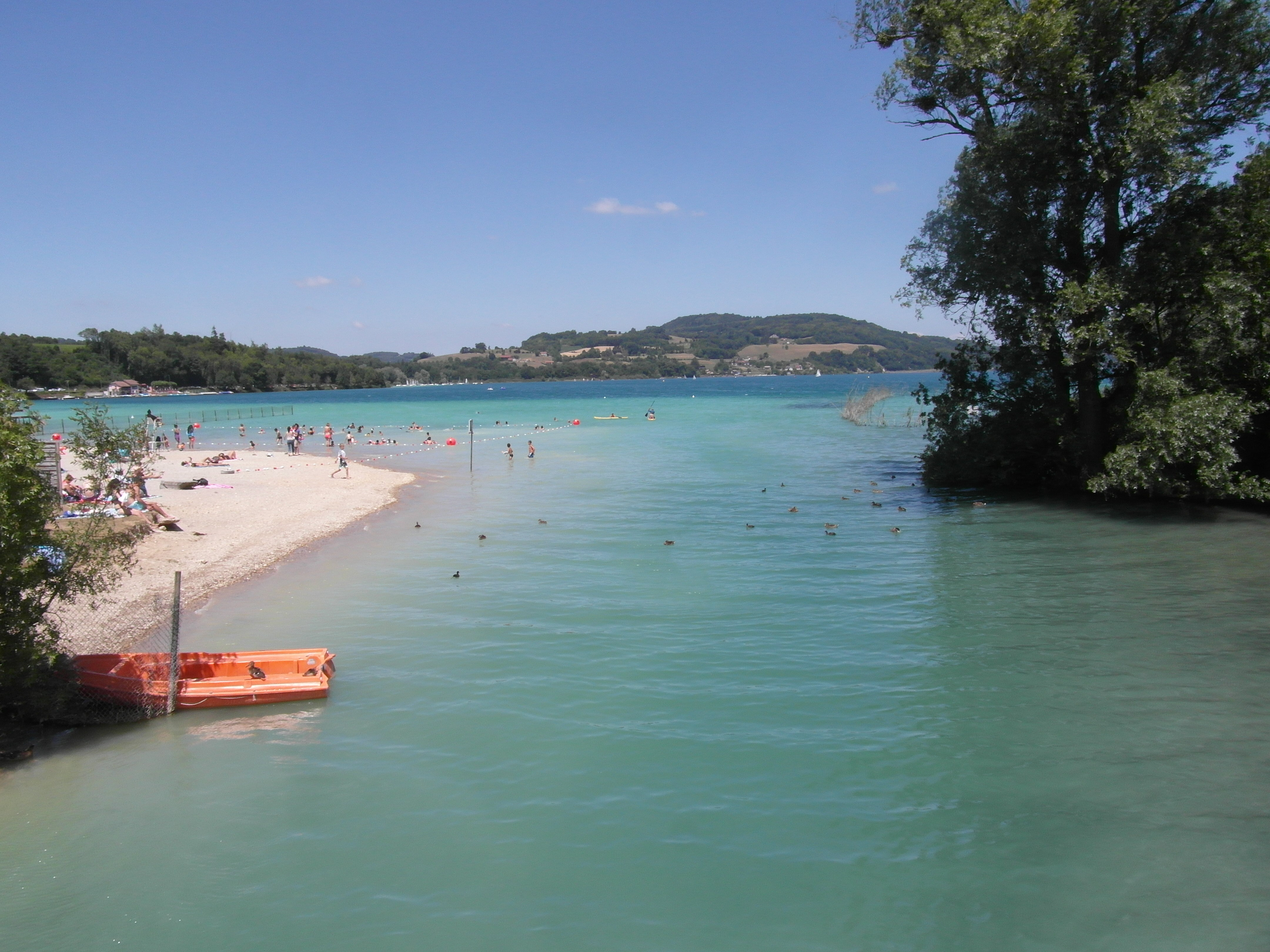
Lac de Paladru
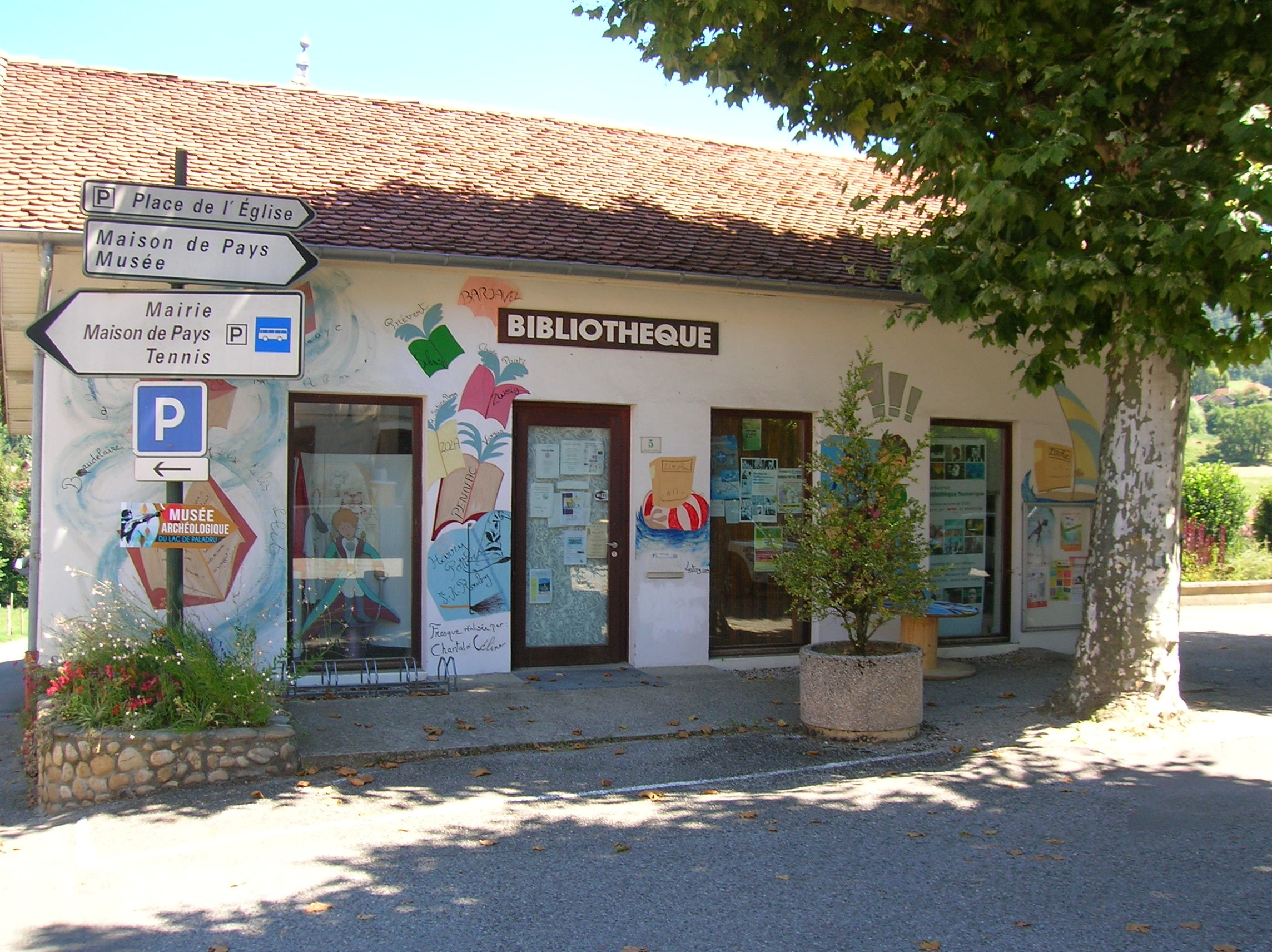
Bibliotheek